# Associazione Calcio Siena 2001-2002
Questa voce raccoglie le informazioni riguardanti l'Associazione Calcio Siena nelle competizioni ufficiali della stagione 2001-2002.

## Stagione
Nella stagione 2001-2002 il Siena disputa il decimo campionato di Serie B della sua storia chiudendolo al dodicesimo posto con 47 punti. Sulla panchina bianconera si sono alternati due tecnici Giuseppe Papadopulo e Vincenzo Guerini. Ad un girone di ritorno deludente, chiuso in penultima posizione con 15 punti, ha fatto seguito un girone di ritorno dirompente, con 32 punti raccolti, dietro solo alle due terribili matricole Como e Modena. La somma dei due gironi tanto diversi, è stato un dodicesimo posto, insperato a gennaio. Nella Coppa Italia ha raggiunto invece gli ottavi di finale, vincendo il terzo girone di qualificazione eliminando Palermo, Napoli e Livorno, nel secondo turno ha eliminato il Verona, mentre negli ottavi è stato superato dalla Lazio con un risultato complessivo di (1-3).

## Divise e sponsor
Nella stagione 2001-2002 lo sponsor tecnico è Lotto, mentre lo sponsor ufficiale è Monte dei Paschi di Siena. Le maglie di casa presentano le classiche strisce bianco-nere.
| Manica sinistra · Manica sinistra · Maglietta · Maglietta · Manica destra · Manica destra · Pantaloncini · Calzettoni · Calzettoni |

## Rosa
| N. |                      | Ruolo | Calciatore                |
| -- | -------------------- | ----- | ------------------------- |
| 1  | Argentina (bandiera) | P     | Sebastián Cejas           |
| 3  | Italia (bandiera)    | D     | Ruggero Radice            |
| 4  | Italia (bandiera)    | D     | Michele Mignani           |
| 5  | Italia (bandiera)    | C     | Fabrizio Caracciolo       |
| 6  | Italia (bandiera)    | D     | Gill Voria                |
| 7  | Italia (bandiera)    | A     | Marcello Campolonghi      |
| 8  | Italia (bandiera)    | D     | Stefano Argilli           |
| 9  | Italia (bandiera)    | A     | Christian Scalzo          |
| 10 | Italia (bandiera)    | C     | Paolo Sciaccaluga         |
| 11 | Italia (bandiera)    | C     | Antonio Morello           |
| 11 | Italia (bandiera)    | A     | Pierpaolo Bresciani       |
| 14 | Italia (bandiera)    | D     | Francesco Scotto Di Luzio |
| 15 | Italia (bandiera)    | C     | Emiliano Campana          |
| 16 | Italia (bandiera)    | P     | Matteo Gianello           |
| 18 | Ghana (bandiera)     | C     | Osuman Abdallah           |
| 20 | Italia (bandiera)    | D     | Federico Balzaretti       |
| 21 | Italia (bandiera)    | A     | Ciro De Cesare            |
| 22 | Georgia (bandiera)   | A     | Levan Melkadze            |

| N. |                        | Ruolo | Calciatore            |
| -- | ---------------------- | ----- | --------------------- |
| 23 | Grecia (bandiera)      | C     | Lambros Vangelis      |
| 24 | Italia (bandiera)      | C     | Christian Lantignotti |
| 25 | Italia (bandiera)      | A     | Alessandro Zoppi      |
| 26 | Italia (bandiera)      | D     | Luigi Martinelli      |
| 27 | Italia (bandiera)      | C     | Giuseppe Misso        |
| 28 | Italia (bandiera)      | C     | Dario Passoni         |
| 29 | Italia (bandiera)      | D     | Davide Mandelli       |
| 30 | Bielorussia (bandiera) | D     | Vital' Rahožkin       |
| 32 | Italia (bandiera)      | D     | Maurizio Battistelli  |
| 33 | Brasile (bandiera)     | C     | Pinga                 |
| 34 | Ucraina (bandiera)     | P     | Dmytro Kozachenko     |
| 40 | Georgia (bandiera)     | C     | Davit Dighmelashvili  |
| 70 | Italia (bandiera)      | C     | Maurizio Rossi        |
| 73 | Italia (bandiera)      | C     | Luca Cavallo          |
| 76 | Italia (bandiera)      | P     | Francesco Rossi       |
| 79 | Brasile (bandiera)     | A     | Jeda                  |
| 86 | Italia (bandiera)      | A     | Riccardo Zampagna     |
| 90 | Italia (bandiera)      | C     | Alessandro Pagano     |

## Calciomercato

### Sessione estiva(dal 1/7 al 31/8)
| Acquisti | Acquisti              | Acquisti     | Acquisti   |
| R.       | Nome                  | a            | Modalità   |
| -------- | --------------------- | ------------ | ---------- |
| D        | Vitali Rogozhkin      | BATĖ Borisov | -          |
| P        | Sebastián Cejas       | Roma         | definitivo |
| A        | Riccardo Zampagna     | Cosenza      | -          |
| D        | Luigi Martinelli      | Chievo       | -          |
| C        | Fabrizio Caracciolo   | Pescara      | -          |
| D        | Federico Balzaretti   | Torino       | prestito   |
| D        | Davide Mandelli       | Torino       | -          |
| P        | Francesco Rossi       | Fasano       | -          |
| C        | André Pinga           | Torino       | prestito   |
| C        | Christian Lantignotti | Monza        | -          |
| A        | Pierpaolo Bresciani   | Catania      | -          |

| Cessioni | Cessioni             | Cessioni | Cessioni |
| R.       | Nome                 | a        | Modalità |
| -------- | -------------------- | -------- | -------- |
| C        | Luca Cavallo         | Cagliari | -        |
| P        | Alessandro Flauto    | Brindisi | -        |
| D        | Tonči Žilić          | Sebenico | -        |
| C        | Alessandro Colasante | Cagliari | -        |
| A        | Simone Tiribocchi    | Torino   | -        |
| D        | Vittorio Gargiulo    | Reggiana | -        |
| P        | Paolo Mancini        | Cagliari | -        |

### Sessione invernale(dal 3/1 al 31/1)
| Acquisti | Acquisti          | Acquisti       | Acquisti |
| R.       | Nome              | a              | Modalità |
| -------- | ----------------- | -------------- | -------- |
| C        | Luca Cavallo      | Cagliari       | -        |
| C        | Dario Passoni     | Chievo         | prestito |
| A        | Jeda              | Vicenza        | prestito |
| D        | Vittorio Gargiulo | Casertana      | -        |
| P        | Dmytro Kozachenko | Nafkom Brovary | -        |

| Cessioni | Cessioni | Cessioni | Cessioni |
| R.       | Nome     | a        | Modalità |
| -------- | -------- | -------- | -------- |
| -        | -        | -        | -        |

## Risultati

### Serie B

#### Girone di andata
| Arbitro: | Preschern (Mestre) |

|                            |           |  |
| Miccoli 24’, 54’ Gissi 61’ | Marcatori |  |

| Arbitro: | Borriello (Mantova) |

|                          |           |                                           |
| M. Rossi 2’ Zampagna 22’ | Marcatori | 23’ Schwoch 51’Sommese 68’, 90’ Margiotta |

| Ancona 9 settembre 2001, ore 15.00 CEST 3ª giornata | Ancona            | 0 – 0 referto | Siena | Stadio Del Conero (3188 spett.)\| Arbitro: \| Cassarà (Palermo) \| |
| Arbitro:                                            | Cassarà (Palermo) |               |       |                                                                    |

| Arbitro: | Gabriele (Frosinone) |

|  |           |           |
|  | Marcatori | 5’ Malagò |

| Arbitro: | Cesari (Genova) |

|                                            |           |                              |
| Milanetto 27’ (rig.) Balzaretti 81’ (aut.) | Marcatori | 20’ M. Rossi 39’ Campolonghi |

| Arbitro: | Dattilo (Locri) |

|                           |           |                      |
| Mandelli 18’ Zampagna 73’ | Marcatori | 10’ (rig.) Vignaroli |

| Arbitro: | Palmieri (Cosenza) |

|                 |           |                      |
| Conti 5’ (rig.) | Marcatori | 60’ (rig.) De Cesare |

| Arbitro: | Dattilo (Locri) |

|            |           |                               |
| Godeas 62’ | Marcatori | 18’ P. Bresciani 65’ Zampagna |

| Arbitro: | Paparesta (Bari) |

|  |           |              |
|  | Marcatori | 55’ Oliveira |

| Arbitro: | Cruciani (Pesaro) |

|                       |           |            |
| Edusei 40’ Mendil 41’ | Marcatori | 88’ Pagano |

| Arbitro: | Rizzoli (Bologna) |

|              |           |                  |
| Mandelli 45’ | Marcatori | 12’ La Grottería |

| Arbitro: | Palanca (Roma) |

|             |           |  |
| Spinesi 48’ | Marcatori |  |

| Siena 18 novembre 2001, ore 15.00 CEST 13ª giornata | Siena                | 0 – 0 referto | Pistoiese | Montepaschi Arena (3358 spett.)\| Arbitro: \| Gabriele (Frosinone) \| |
| Arbitro:                                            | Gabriele (Frosinone) |               |           |                                                                       |

| Arbitro: | P. Rossi (Ciampino) |

|                       |           |            |
| Rocchi 60’ Atzori 90’ | Marcatori | 75’ Scalzo |

| Arbitro: | Treossi (Forlì) |

|                                  |           |                         |
| M. Rossi 24’ Zampagna 66’ (rig.) | Marcatori | 21’ Bogdani 59’ Savoldi |

| Arbitro: | Preschern (Mestre) |

|                      |           |                          |
| Artistico 86’ (rig.) | Marcatori | 69’ Passoni 90’ Zampagna |

| Arbitro: | Ayroldi (Molfetta) |

|  |           |            |
|  | Marcatori | 32’ Scarpa |

| Arbitro: | Dondarini (Finale Emilia) |

|                   |           |  |
| Rastelli 42’, 63’ | Marcatori |  |

| Arbitro: | Cruciani (Pesaro) |

|  |           |                                                     |
|  | Marcatori | 7’ Luiso 15’ C. Esposito 89’ Iacopino 93’ Tricarico |

#### Girone di ritorno
| Arbitro: | Rizzoli (Bologna) |

|  |           |                                     |
|  | Marcatori | 15’ Miccoli 42’ Bucchi 90+2’ Kharja |

| Arbitro: | Palmieri (Cosenza) |

|                               |           |              |
| Cristallini 40’ Marcolini 71’ | Marcatori | 46’ Mandelli |

| Siena 3 febbraio 2002, ore 15.00 CEST 22ª giornata | Siena              | 0 – 0 referto | Ancona | Montepaschi Arena (4197 spett.)\| Arbitro: \| Palmieri (Cosenza) \| |
| Arbitro:                                           | Palmieri (Cosenza) |               |        |                                                                     |

| Arbitro: | Cannella (Palermo) |

|                 |           |             |
| Francioso 90+1’ | Marcatori | 53’ Argilli |

| Arbitro: | Treossi (Forlì) |

|  |           |            |
|  | Marcatori | 48’ Cevoli |

| Arbitro: | Dattilo (Locri) |

|               |           |  |
| Vignaroli 76’ | Marcatori |  |

| Arbitro: | Farina (Novi Ligure) |

|             |           |  |
| Argilli 15’ | Marcatori |  |

| Arbitro: | Castellani (Verona) |

|                |           |  |
| Caracciolo 59’ | Marcatori |  |

| Arbitro: | Rodomonti (Teramo) |

|  |           |             |
|  | Marcatori | 53’ Passoni |

| Arbitro: | Dattilo (Locri) |

|                      |           |  |
| Scalzo 79’ Pinga 80’ | Marcatori |  |

| Arbitro: | Morganti (Ascoli Piceno) |

|  |           |                   |
|  | Marcatori | 51’Pinga 84’ Jeda |

| Arbitro: | Braschi (Prato) |

|                 |           |             |
| Jeda 53’ (rig.) | Marcatori | 15’ De Rosa |

| Arbitro: | Cassarà (Palermo) |

|  |           |                            |
|  | Marcatori | 20’ Scalzo 70’ (rig.) Jeda |

| Arbitro: | Gabriele (Frosinone) |

|             |           |               |
| Argilli 60’ | Marcatori | 17’ Di Natale |

| Arbitro: | Messina (Bergamo) |

|             |           |  |
| Dionigi 70’ | Marcatori |  |

| Arbitro: | Palanca (Roma) |

|                        |           |             |
| Pinga 18’ Zampagna 58’ | Marcatori | 33’ Geraldi |

| Arbitro: | Borriello (Mantova) |

|                   |           |          |
| Sturba 10’ (rig.) | Marcatori | 32’ Jeda |

| Arbitro: | Bolognino (Milano) |

|                               |           |                        |
| Pinga 48’ Zampagna 80’ (rig.) | Marcatori | 69’ (rig.) Jankulovski |

| Arbitro: | Treossi (Forlì) |

|  |           |            |
|  | Marcatori | 57’ Scalzo |

### Coppa Italia

#### Fase a gironi
| Arbitro: | Dondarini (Finale Emilia) |

|                |           |                            |
| Jankulovski 6’ | Marcatori | 1’, 67’ (rig.) Campolonghi |

| Arbitro: | Cruciani (Pesaro) |

|                                                       |           |                             |
| Zampagna 44’ Voria 75’ Sciaccaluga 77’ A. Morello 89’ | Marcatori | 52’ Cappioli 77’ Bombardini |

| Arbitro: | Pieri (Genova) |

|            |           |           |
| Scalzo 79’ | Marcatori | 10’ Basso |

#### Fase ad eliminazione diretta
| Arbitro: | Farina (Novi Ligure) |

|              |           |  |
| Zampagna 26’ | Marcatori |  |

| Arbitro: | Nucini (Bergamo) |

|                                          |           |                   |
| Oddo 1’ (rig.), 90’ (rig.) Gilardino 16’ | Marcatori | 70’, 91’ Zampagna |

| Arbitro: | Palmieri (Cosenza) |

|                 |           |               |
| Crespo 16’, 42’ | Marcatori | 40’ De Cesare |

| Arbitro: | Dondarini (Finale Emilia) |

|  |           |            |
|  | Marcatori | 24’ Crespo |

## Statistiche

### Statistiche di squadra
Aggiornato al 2 giugno 2002

| Competizione | Punti | Totale | Totale | Totale | Totale | Totale | Totale |
| Competizione | Punti | G      | V      | N      | P      | Gf     | Gs     |
| ------------ | ----- | ------ | ------ | ------ | ------ | ------ | ------ |
| Serie B      | 47    | 38     | 12     | 11     | 15     | 35     | 44     |
| Coppa Italia | 7     | 7      | 3      | 1      | 3      | 10     | 9      |
| Totale       | 54    | 44     | 15     | 12     | 17     | 55     | 53     |